# Conjunto universo

Representação do conjunto universo no Diagrama de Venn

O Conjunto Universo, também conhecido como Conjunto Verdade, é uma representação de todos os elementos possíveis em dado conjunto. Na teoria dos conjuntos e nos fundamentos da matemática, um universo é uma classe que contém (como elementos) todas as entidades que se deseja considerar em uma certa situação. Assim, todos os conjuntos em questão seriam subconjuntos de um conjunto maior, que é conhecido como conjunto universo e indicado geralmente por {\displaystyle U.} 
Por exemplo: em um problema envolvendo conjuntos de números inteiros, o conjunto dos números inteiros {\displaystyle \mathbb {Z} } pode ser tomado como conjunto universo. O conjunto universo dos números pode ser representado como a junção do conjunto de números reais com números complexos. 
O conjunto universo é o que contém todos os outros conjuntos. Por exemplo, considere os conjuntos A = {– 1, – 2, 1, 2}, B ={0, 1, 2, 3} e C = {1, –1, 2, –2}, veja que todos eles são compostos por números inteiros, ou seja: A ᑕ {\displaystyle \mathbb {Z} } , B ᑕ {\displaystyle \mathbb {Z} } e C ᑕ {\displaystyle \mathbb {Z} }, Portanto, o conjunto dos números inteiros é o conjunto universo.

## Representações
Primordial para a Computação, o Conjunto Universo representa todas as alternativas possíveis num programa computacional. Seu ensino se dá através de Tabelas Verdade e Diagramas de Venn, representando especialmente tautologias. Outra forma utilizada é a notação matemática, que por exemplo: conjunto universo de p: {x ∈ A | p(x) é verdadeira}, o qual é  lido como "elemento x contido no conjunto A, tal que a função p(x) é verdadeira".
Também podemos representar o conjunto universo com o simbolo {\displaystyle U.}